# 吹上町 (鹿児島県)
吹上町（ふきあげちょう）は、鹿児島県の西部、薩摩半島の中北部に位置した町。
2005年5月1日に、伊集院町・東市来町・日吉町と合併し、日置市となった。

## 地理
町名は吹上浜に由来している。

### 湖沼
- 薩摩湖

### 河川
- 伊作川
- 和田川
- 小野川
- 永吉川

### 大字
吹上町は今田、入来、小野、華熟里（合併時に華から花に表記を変更）、田尻、中之里、中原、永吉、湯之浦、與倉、和田の11大字から構成されていた。それらは現在の日置市吹上町今田、吹上町入来、吹上町小野、吹上町花熟里、吹上町田尻、吹上町中之里、吹上町中原、吹上町永吉、吹上町湯之浦、吹上町与倉、吹上町和田にあたる。

## 歴史
- 1889年（明治22年）4月1日 - 町村制施行に伴い、以下の2村が発足。
  - 伊作村・永吉村
- 1955年（昭和30年）4月1日 - 伊作町と永吉村が新設合併し同時に町制施行、吹上町が発足。
- 2005年（平成17年）5月1日 - 伊集院町・東市来町・日吉町と合併し、日置市となる。

## 姉妹都市・友好都市
- 日本 岐阜県 上石津町（2000年7月27日「友好のまち宣言」締結[2]）

## 地域

### 教育

#### 高等学校
- 鹿児島県立吹上高等学校

#### 中学校
- 吹上町立吹上中学校

#### 小学校
- 吹上町立伊作小学校
- 吹上町立花田小学校
- 吹上町立永吉小学校
- 吹上町立和田小学校

## 交通
最寄空港は鹿児島空港

### バス
- 鹿児島交通

### 道路
- 一般国道
  - 国道270号
- 主要地方道
  - 鹿児島県道20号鹿児島加世田線
  - 鹿児島県道22号谷山伊作線
  - 鹿児島県道35号永吉入佐鹿児島線
- 一般県道
  - 鹿児島県道291号松元川辺線
  - 鹿児島県道294号湯之浦伊作停車場線
  - 鹿児島県道295号吹上浜停車場線（合併後の2006年に路線廃止）
  - 鹿児島県道296号田之頭吹上線
  - 鹿児島県道298号永吉停車場線（合併後の2007年に路線廃止）
  - 鹿児島県道299号永吉吉利線（合併後の2007年に路線廃止）
  - 鹿児島県道加世田日吉自転車道線

### 鉄道
1984年に全線廃止された。
- 鹿児島交通枕崎線
  - 永吉駅 - 吹上浜駅 - 薩摩湖駅 - 伊作駅 - 南吹上浜駅